# Bundesstraße 496
Pour les articles homonymes, voir Route 496.
La Bundesstraße 496 est une Bundesstraße du Land de Basse-Saxe.

## Histoire
La B 496 est mise en place au début des années 1970 pour améliorer la liaison de la ville de Hann. Münden à la Bundesautobahn 7. La sortie où se termine la B 496 est également reconstruite.

## Source
- (de) Cet article est partiellement ou en totalité issu de l’article de Wikipédia en allemand intitulé « Bundesstraße 496 » (voir la liste des auteurs).